# Tomoe Gozen
 (novembre 2008).
Si vous disposez d'ouvrages ou d'articles de référence ou si vous connaissez des sites web de qualité traitant du thème abordé ici, merci de compléter l'article en donnant les références utiles à sa vérifiabilité et en les liant à la section « Notes et références ».
Tomoe Gozen (巴 御前, littéralement « dame Tomoe » ; 1157-1247) est une femme samouraï japonaise. Tout comme Benkei, sa vie a été à tel point utilisée et distordue dans les légendes populaires qu'il est aujourd'hui impossible de distinguer la vérité de la légende.

## Biographie

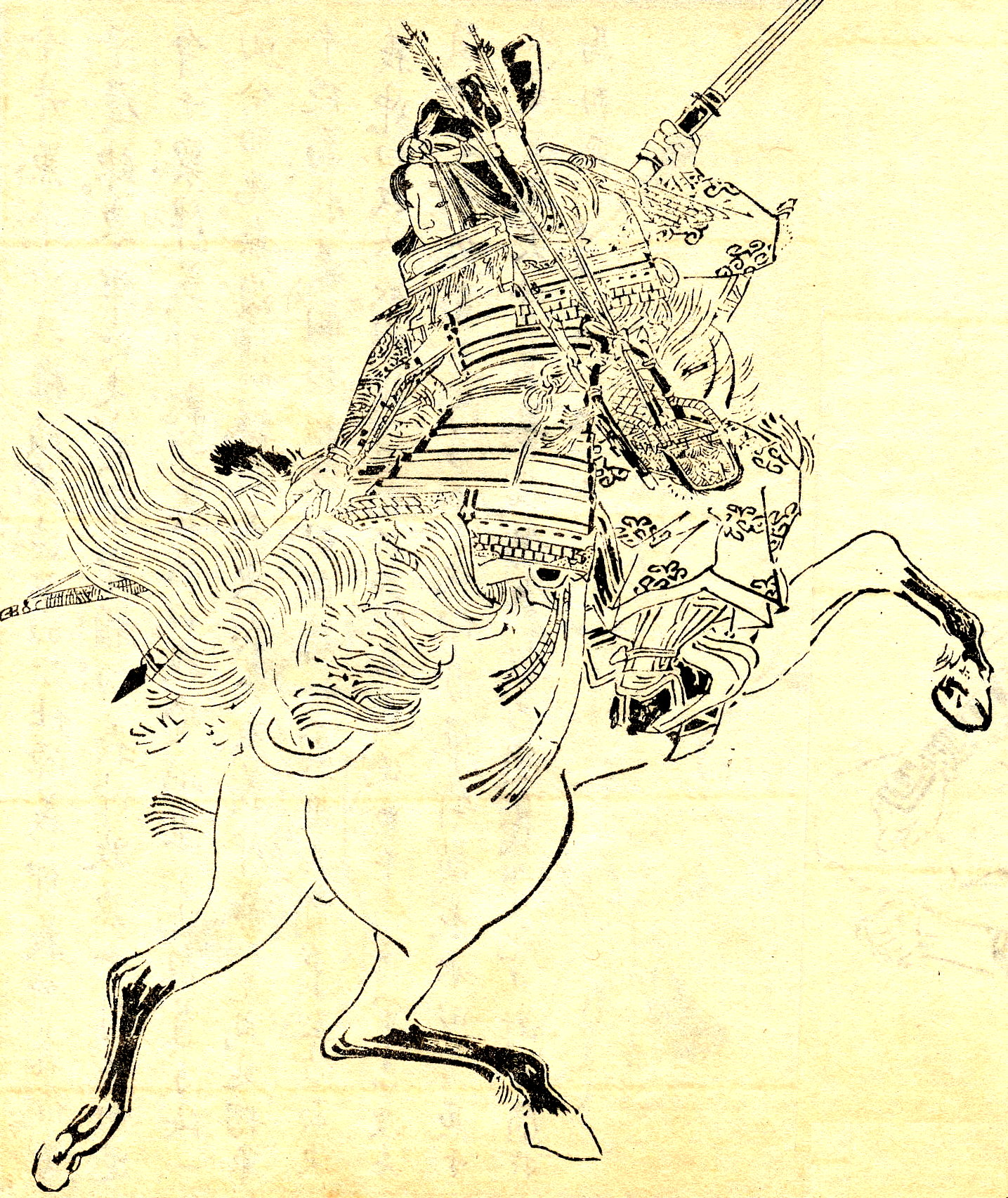
Tomoe Gozen par Kikuchi Yōsai.

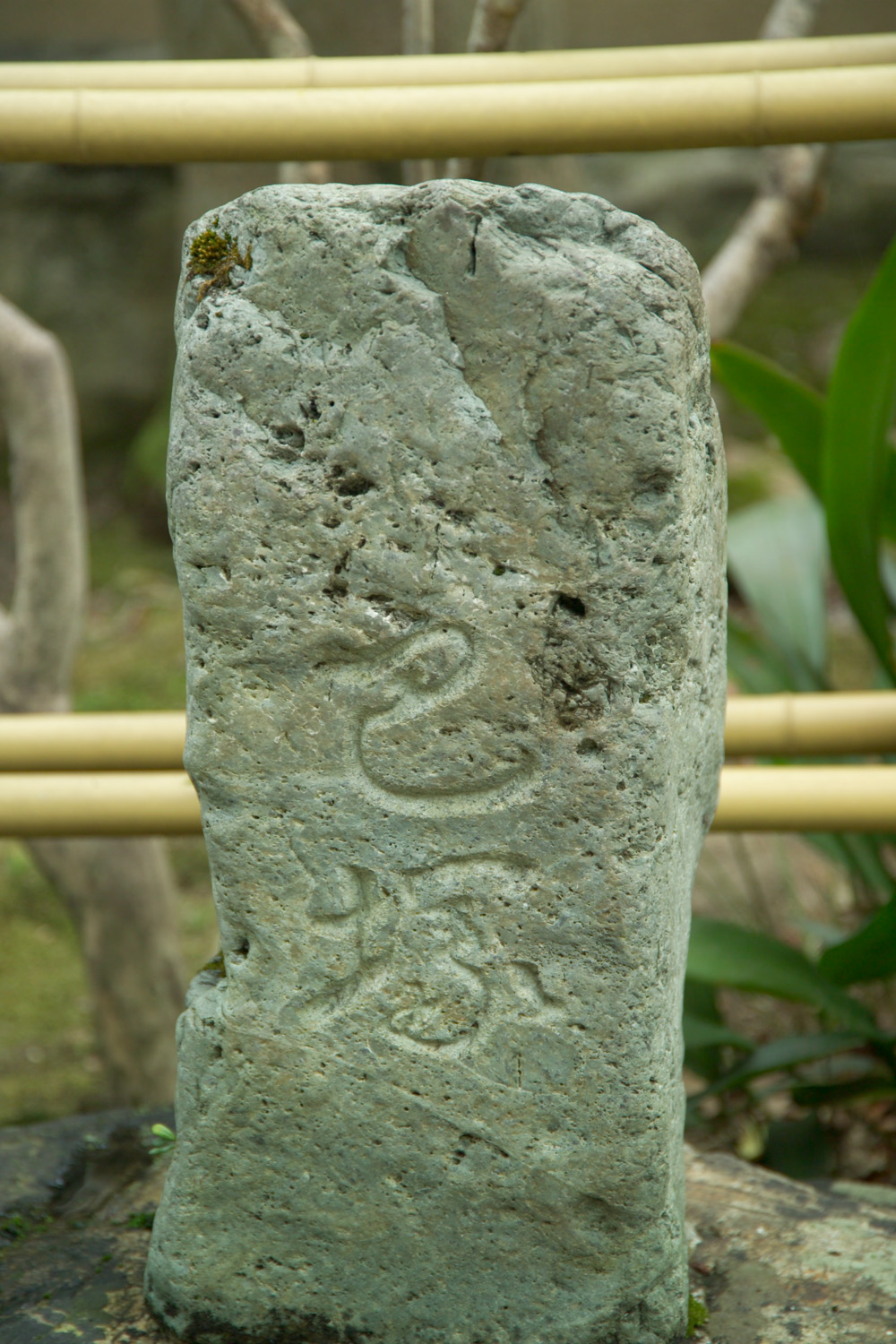
Pierre commémorative pour Tomoe, à Gichū-ji, Ōtsu, préfecture de Shiga.

Tomoe Gozen combattit auprès de son amant Minamoto no Yoshinaka au cours de la guerre de Genpei, et ses exploits sont relatés dans le grand roman guerrier concernant cette guerre, le Heike monogatari. Si beaucoup de femmes de l'époque savaient manier la naginata, Gozen était réputée être un samouraï de haut niveau, douée pour l'équitation, le tir à l'arc et le kenjutsu. On dit qu'elle était sans peur et très douée dans la bataille. Très respectée par les hommes, elle était l'un des principaux capitaines de Yoshinaka durant la guerre et mena ses troupes au combat.
Après avoir repoussé les Taira dans les provinces de l'ouest, Yoshinaka prit Kyoto et commença à intriguer pour prendre le contrôle du clan Minamoto, allant jusqu'à kidnapper l'ex-empereur Go-Shirakawa. Le chef du clan, son cousin Minamoto no Yoritomo, envoya alors ses troupes contre le rebelle, sous le commandement de ses frères Yoshitsune et Minamoto no Noriyori. La confrontation finale eut lieu le 21 février 1184 à la bataille d'Awazu. Les troupes de Yoshinaka combattirent bravement, mais furent largement dépassées par le nombre. Quand Yoshinaka vit sa fin arriver, n'ayant plus que quelques soldats debout, il dit à Gozen de fuir au lieu de se faire tuer par Yoritomo.
Ce qui advint ensuite de Gozen n'est pas clair. Une version dit qu'elle resta et mourut à ses côtés. D'autres qu'elle a été vue fuyant le champ de bataille en emportant une tête (peut-être celle de Yoshinaka, à moins que ce fût celle d'un ennemi). La suite est encore moins certaine : certaines versions prétendent qu'elle se jeta dans l'océan avec la tête, alors que d'autres la font survivre et devenir religieuse bouddhiste ou se remarier.

## Postérité
Par le caractère inhabituel de sa vie, elle est devenue une légende qui s'est diversifiée en de nombreuses versions contradictoires, certaines allant jusqu'à voir en elle la réincarnation d'une déesse des rivières (voir infra la partie « Dans la culture populaire contemporaine »).
L'astéroïde (4896) Tomoegozen a été nommé en son honneur.

## Dans la culture populaire contemporaine
- Dans la série en deux épisodes Riverworld, le fleuve de l'éternité sortie en 2009, Tomoe Gozen est jouée par l'actrice Jeananne Goossen ;
- Dans le manga Samurai Deeper Kyo et plus particulièrement dans le tome 17, Tomoe Gozen fait une brève apparition en tant que morte-vivante ramenée à la vie par l'une des cinq planètes ;
- Dans le jeu Fate/Grand Order, Tomoe Gozen est un servant de la classe archer ;
- Dans le jeu Rise of Kingdoms sur mobile, Tomoe Gozen est un commandant de rareté rare ;
- Dans le jeu Sekiro: Shadows Die Twice, il est souvent fait référence du personnage Tomoe, certains ennemis en fin de jeu portent même la même armure que Tomoe Gozen et utilisent la naginata ;
- Dans le jeu Ghost of Tsushima, Tomoe est citée dès la première heure de jeu, plus précisément pendant la quête « Le récit d'Ishikawa-Sensei » ;
- Tomoe Gozen est un personnage mentionné dans Miraculous, les aventures de Ladybug et Chat Noir, comme étant une ancienne super-héroïne duquel descend Kagami Tsurugi ;
- Elle est également mentionnée dans le light novel Tsuki ga Michibiku Isekai Douchuu (月が導く異世界道中?) par le protagoniste, Misumi Makoto, qui baptise le dragon supérieur Shin (désormais, Tomoe) du nom de « la plus vaillante guerrière » qu'il connaisse.
- Dans le jeu mobile Risk Global Domination, elle est présente en tant qu'avatar achetable avec 900 diamants. Elle porte la mention suivante : « Inspiré par le célèbre guerrier samouraï du même nom. Des milliers de personnes la craignaient, beaucoup d'autres la suivaient dans la bataille ».